# Santa Cruz da Baixa Verde
Santa Cruz da Baixa Verde es un municipio brasileño del estado de Pernambuco. El municipio está compuesto por el distrito sede y por Villa de Jatiúca. Tiene una población estimada al 2020 de 12 650 habitantes.

## Historia
Historiadores mencionan que el Padre Ibiapina, en sus andanzas por el interior del nordeste de Brasil, visitó la localidad a finales del siglo XIX, donde predicó misiones en la antigua “Hacienda Brocotó”, y allá erigió una cruz la cual da origen al primer nombre del municipio: Santa Cruz.
Con el pasar del tiempo, por estar situada entre sierras en una llanura "baja y verde", localizada encima de la “Sierra da Baixa Verde”, el lugar pasó a denominarse de “Santa Cruz da Baixa Verde“.
El 20 de diciembre de 1963 la Ley Provincial n° 4.973 elevó el distrito a la categoría de municipio y su sede a la de ciudad.
Sin embargo, el fallo del Tribunal de Justicia, mandado de seguridad n° 56.949, del 31 de julio de 1964, el municipio de Santa Cruz da Baixa Verde fue extinto, siendo su territorio reintegrado al municipio de Triunfo.
La Ley Provincial n° 10.620 del 1 de octubre de 1991, creó nuevamente el municipio, con la misma denominación, emancipándolo de Triunfo.